# الاتحاد المصرفي الأوروبي
الاتحاد المصرفي الأوروبي (اختصار EBF أو FBE بالفرنسية) هو اتحاد تجاري يمثل 32 مصرف وطني في دول الاتحاد الأوروبي ودول الرابطة الأوروبية للتجارة الحرة.

## نبذة
يمثل الاتحاد المصرفي الأوروبي أكثر من 3500 بنك وحوالي مليوني موظف. يعتبر الاتحاد المصرفي الأوروبي صوت القطاع المصرفي في أوروبا في جميع المناقشات التنظيمية على المستوى الأوروبي والعالمي.
يعمل الاتحاد المصرفي الأوروبي كمنتدى إقتصادي، حيث يتم اقتراح مبادرات الأعضاء ومناقشتها، بالإضافة إلى شريك حوار مع المؤسسات الأوروبية فيما يتعلق بالتشريعات في المجال المصرفي، بهدف ضمان أخذ تجربة البنوك ووجهات نظرها في الاعتبار في تشكيل السياسات ذات الصلة.

## الأعضاء
اعتبارًا من 1 يوليو 2013، يوجد 32 عضو وهم:
- النمسا - جمعية المصرفيين النمساويين
- بلجيكا - الاتحاد البلجيكي للقطاع المالي
- بلغاريا - رابطة البنوك في بلغاريا
- كرواتيا - رابطة البنوك الكرواتية
- قبرص - رابطة البنوك التجارية القبرصية
- جمهورية التشيك - جمعية البنوك التشيكية
- الدنمارك - التمويل الدنماركي - FD
- إستونيا - الرابطة المصرفية الإستونية
- فنلندا - اتحاد الخدمات المالية الفنلندية
- فرنسا - الاتحاد المصرفي الفرنسي
- ألمانيا - اتحاد البنوك الألمانية
- اليونان - جمعية البنك اليوناني
- المجر - الجمعية المصرفية المجرية
- آيسلندا - رابطة الخدمات المالية الأيسلندية
- أيرلندا - الاتحاد المصرفي الأيرلندي
- إيطاليا - جمعية البنوك الإيطالية
- لاتفيا - رابطة البنوك التجارية في لاتفيا
- ليختنشتاين - رابطة المصرفيين في ليختنشتاين
- ليتوانيا - رابطة البنوك الليتوانية
- لوكسمبورغ - جمعية المصرفيين في لوكسمبورغ
- مالطا - جمعية المصرفيين المالطية
- هولندا - الرابطة المصرفية الهولندية
- النرويج - تمويل النرويج - FNO
- بولندا - رابطة البنوك البولندية
- البرتغال - جمعية البنوك البرتغالية
- رومانيا - جمعية البنوك الرومانية
- سلوفاكيا - الرابطة المصرفية السلوفاكية
- سلوفينيا - رابطة بنك سلوفينيا
- إسبانيا - الرابطة المصرفية الإسبانية
- السويد - جمعية المصرفيين السويدية
- سويسرا - جمعية المصرفيين السويسريين
- المملكة المتحدة - جمعية المصرفيين البريطانيين

## الشركاء
اعتبارًا من يوليو 2013، يوجد 13 دولة كشريك وهم:
- ألبانيا
- أندورا
- أرمينيا
- أذربيجان
- البوسنة والهرسك
- مقدونيا
- مولدوفا
- موناكو
- الجبل الأسود
- صربيا
- روسيا
- تركيا
- أوكرانيا